# Wilhelm August Zöllner
Wilhelm August Zöllner (* 26. Oktober 1807 in Josephsdorf; † 28. Oktober 1868 in Chemnitz) war ein deutscher Kaufmann und Politiker.

## Leben
Nach Absolvierung einer kaufmännischen Lehre war Wilhelm August Zöllner bis 1844 Gehilfe im großväterlichen Textilgeschäft. Danach arbeitete er bis 1846 in einem Leinengeschäft in Eibau. Ab 1846 arbeitete er als Prokurist eines Bank- und Baumwollgarngeschäfts in Chemnitz und blieb dort bis zu seinem Tod ansässig.
Am 18. Mai 1848 wurde Zöllner für den Wahlkreis Königreich Sachsen (2., Löbau) in die Frankfurter Nationalversammlung gewählt und blieb dies bis zur Auflösung Ende Mai 1849. Dort schloss er sich der Fraktion Casino an und vertrat kleinbürgerlich, gemäßigt liberale Positionen. So wollte er, "Weder der Reaktion dienen, noch der Volksschmeichelei huldigen".
Er war im Juni 1849 Mitglied im Gothaer Nachparlament.